# Jaspis eudermis
Jaspis eudermis är en svampdjursart som beskrevs av Claude Lévi och Jean Vacelet 1958. Jaspis eudermis ingår i släktet Jaspis och familjen Ancorinidae. Inga underarter finns listade i Catalogue of Life.